# Территориальный спор
Территориальный спор — международный спор между двумя или несколькими государствами по поводу юридической принадлежности определённой территории. 
Каждая из сторон в споре утверждает, что данная территория является её собственностью, так как она осуществляла либо осуществляет свою власть на данной территории. Территориальный спор считается таковым, когда все из спорящих сторон признали его существование. В общем случае, однако, по мнению Международного суда ООН, выраженному в решении по конкретному делу, «Недостаточно одной стороне в спорном деле заявить, что спор её с другой стороной существует. Простого заявления недостаточно для доказательства наличия спора, так же как и простого отрицания недостаточно для доказательства того, что такого спора не существует».
Признание государством существования территориального спора по поводу некоторой территории одновременно представляет собой признание того, что юридическая принадлежность данной территории точно или окончательно не установлена.

## Возникновение территориального спора
Основой для возникновения территориального спора являются территориальные разногласия. Под таковыми понимаются разногласия по поводу установления правового режима и принадлежности территории. Установление правового режима означает отнесение территории к одной из следующих категорий: международные территории, государственные территории, территории со смешанным режимом. Принадлежность территории определяет тех субъектов (или одного субъекта), которые обладают территориальным верховенством над государственной территорией или обладают правами в отношении территорий, принадлежащих другим категориям. При этом следует иметь в виду, что наличие территориальных разногласий сторон само по себе ещё не является свидетельством существования территориального спора.

## Стороны, объект и предмет спора
С международно-правовой точки зрения говорить о территориальном споре возможно только в том случае, когда имеются стороны (субъекты) спора, совпадающий объект спора и признанный всеми сторонами предмет спора.
Сторонами территориального спора являются субъекты, заявляющие свои права на некоторую территорию. Считается общепризнанным, что сторонами спора могут быть только государства. Так, например, борьба народа (нации) за самоопределение не рассматривается как территориальный спор. Основанием для такого подхода считается тот факт, что народ  (нация), борющийся за независимость, до получения независимости и образования собственного государства располагается на территории, на которую распространяется территориальное верховенство другого государства. Международные организации также исключаются из возможных участников спора по той причине, что они не имеют своей территории.
Помимо сторон спора в его разрешении могут принимать участие другие государства, а также организации. Участие других государств обычно либо связано с выполнением ими посреднических функций, либо вызывается тем, что в результате разрешения спора могут быть затронуты их интересы. К организациям участникам разрешения спора относятся международные судебные учреждения и арбитражи, а также посреднические организации. 
Другие участники спора могут иметь политическую или экономическую заинтересованность, но, в отличие от сторон спора, такая заинтересованность лишена юридического основания.
В качестве объекта территориального спора всегда выступает территория. Она может стать объектом спора как в силу постановки вопроса о её принадлежности, так и в результате возникновения вопроса о соответствии существующего разграничения её нормам международного права.
В свою очередь предметом спора является право государства на территорию. Именно доказательство данного права и является предметом доказывания по территориальным спорам. Указанные объект и предмет спора отделяют территориальные споры от других споров, касающихся решения вопросов, связанных с территориями.

## Разрешение территориальных споров

### Принцип мирного разрешения международных споров
В современном международном праве в качестве основополагающего для разрешения территориальных споров рассматривается принцип мирного разрешения международных споров, закреплённый в Уставе ООН. Согласно п. 3 ст. 2 Устава  «все Члены Организации Объединённых Наций разрешают свои международные споры мирными средствами таким образом, чтобы не подвергать угрозе международный мир и безопасность и справедливость». Данный принцип развит и детализирован в Декларации о принципах международного права, принятой Генеральной Ассамблеей ООН в 1970 году, и в Заключительном акте Совещания по безопасности и сотрудничеству в Европе 1975 года. Важную роль в развитии принципа сыграли также Манильская декларация о мирном разрешении международных споров и Декларация о предотвращении и устранении споров и ситуаций, которые могут угрожать международному миру и безопасности, и о роли Организации Объединенных Наций в этой области, принятые ООН в 1982 и 1989 г. соответственно.
В соответствии с принципом мирного разрешения международных споров в его современном понимании государства — участники спора должны разрешать свои споры:

- исключительно мирными средствами;
- исключительно на основе права и справедливости;
- воздерживаясь от действий, которые могут привести к обострению спора;
- не оставляя свои споры неразрешёнными;
- полностью используя все возможные мирные средства и процедуры, соответствующие обстоятельствам и характеру спора.

Принцип мирного разрешения международных споров так же, как и другие основные принципы международного права, относится к категории императивных норм. Какие-либо отклонения от императивных норм во взаимоотношениях государств не допускаются.
Существуют две основные формы разрешения международных споров, различающиеся механизмом урегулирования: договорная и судебная.

### Договорная форма разрешения территориальных споров
Основой процедуры договорной формы являются переговоры сторон, а результатом урегулирования спора при использовании данной формы — соглашение между сторонами.
Переход территориальных разногласий в категорию территориальных споров сопровождается формированием сторонами спора своих позиций и заявлением требований друг другу. Чёткое и полное определение позиций сторон обычно помогает успешному разрешению спора. Так, составление и согласование взаимного перечня разногласий между Перу и Эквадором в 1996 г. существенно способствовало тому, что территориальный спор между ними, имевший более чем полувековую историю, был  в 1998 г. разрешён по соглашению сторон.
При использовании договорной формы отсутствует субъект, непосредственно контролирующий процессы переговоров и достижения соглашения. Вместе с тем в таких процессах могут участвовать третьи лица, не выдвигающие собственных территориальных претензий и не являющиеся сторонами спора. Таковыми, в частности, могут посредники и субъекты, оказывающие добрые услуги. К помощи посредников стороны спора прибегают в тех случаях, когда сами прийти к соглашению оказываются не способны. На практике следствия существования такой возможности оказываются различными: в одних случаях посредничество приводит к успеху, в других успеха достичь не удаётся, в третьих — предложения в посредничестве стороны отвергают.
К достоинствам договорной формы относится её гибкость: при её использовании стороны могут сделать друг другу любые уступки и  пойти на любой компромисс. Основной недостаток договорной формы заключается в её диспозитивности, выражающейся в данном случае в том, что как процедура ведения переговоров, так и процедура заключения соглашения определяются только волей сторон.
В случаях, когда переговоры по поводу территориального спора не приводят к окончательному разрешению спора, возможны другие результаты переговоров. Например, результатом может быть определение предмета спора или достижение соглашения об использовании иного мирного средства, включая обращение в суд. В последнем случае договорная форма разрешения спора, не приведя к урегулированию спора по существу, уступает место судебной форме.

### Судебная форма разрешения территориальных споров
Судебное разрешение международных территориальных споров осуществляется Международным судом ООН. Компетенция, организация и процедура Международного суда ООН определяются Статутом, представляющим собой неотъемлемую часть Устава ООН. Согласно ст. 93 Устава ООН, все государства — члены ООН являются ipso facto участниками Статута Суда.
Международный суд ООН вправе рассматривать дело лишь в том случае, если соответствующие государства дали согласие на то, чтобы стать стороной разбирательства в Суде (принцип согласия сторон). Государство может выразить своё согласие следующими способами:
- Специальное соглашение. Заключается сторонами спора в том случае, когда они достигают согласия совместно представить спор Суду.
- Статья в договоре. В некоторых договорах содержатся статьи (юрисдикционные статьи), в которых государство-участник заранее обязуется признать юрисдикцию Суда в случае возникновения спора с другим государством-участником относительно толкования или применения договора в будущем.
- Одностороннее заявление. Заявление государства-участника Статута Суда о признании юрисдикции Суда обязательной в отношении любого другого государства, взявшего на себя такое же обязательство.

По состоянию на 2014 год действующими являются односторонние заявления о признании юрисдикции Суда обязательной, сделанные приблизительно третью государств — членов ООН.
В то же время, государство, признавшее юрисдикцию Суда, может, после того как его вызвало в Суд другое государство, счесть, что такая юрисдикция не является применимой, поскольку, по его мнению: 
- спор с этим другим государством отсутствует
- или поскольку спор не носит правового характера
- или поскольку его согласие признать юрисдикцию Суда не применимо к рассматриваемому спору.

В таком случае Суд решает возникший вопрос в предварительном решении.
Решения Суда обязательны для исполнения, но только для государств, участвующих в споре, и только по данному делу. Обязанность выполнять решение Международного суда по тому делу, в котором государство-член ООН является стороной, возлагается на него Уставом ООН. Решения Суда окончательны и обжалованию не подлежат, однако они могут быть пересмотрены на основании вновь открывшихся обстоятельств.

### Комментарии
1. ↑   Добрые услуги — деятельность третьей стороны (государства, международной организации, частного лица), направленная на установление контактов между спорящими сторонами[12].
2. ↑   ipso facto (лат.  ipso facto — буквально «самим фактом»)  — в силу самого факта, в силу одного этого или само по себе[14].
3. ↑  Из пяти постоянных членов Совета Безопасности лишь один (Великобритания) сделал такое заявление, которое действует в настоящее (2016  год) время. Ранее это сделали Франция и США, однако они отозвали свои заявления, в то время как Китай и Россия никогда не делали таких заявлений. Заявление Великобритании снабжено оговорками, исключающими из сферы его действия часть категорий споров[15].
4. ↑   Практика суда показывает, что в большинстве случаев, когда одно государство возбуждает дело в одностороннем порядке, другое государство юрисдикцию Суда оспаривает. При решении таких вопросов Суд объявлял себя компетентным приблизительно в 65 процентах дел[16].

### Использованные источники
1. ↑  Территориальный спор // Большой юридический словарь / Сухарев А. — М.: Инфра-М, 2005. — 857 с.
2. ↑  Кураков Л. П., Кураков В. Л., Кураков  А. Л. Территориальный спор // Экономика и право: словарь-справочник. — М.: Вуз и школа, 2004. — 1072 с. — ISBN 5-94378-062-9.
3. ↑   Ашавский Б. М. и др. Международное право / Под. ред. А. А. Ковалёва и С. В. Черниченко. — М.: «Омега-Л», 2011. — С. 215. — 831 с. — ISBN 978-5-370-01882-4.
4. 1 2 3 4 5  Орлов А. С. Понятие международного территориального спора // Вестник Удмуртского университета. — 2010. — Вып. 3. — С. 94—100. — ISSN 1999-8597. Архивировано 5 июля 2015 года.
5. ↑  Международное право / Колосов Ю. М., Кузнецов В. И.. — М.: Международные отношения, 1994. — 608 с.
6. 1 2  Глава 16. Территории и границы в международном праве // Международное право / Отв. ред. В. И. Кузнецов, Б. Р. Тузмухамедов. — 3-е изд., перераб. — М.: Норма, Инфра-М, 2010. — С. 448. — 720 с. — ISBN 978-5-468-00320-6.
7. ↑  Устав ООН. Дата обращения: 1 августа 2014. Архивировано 29 октября 2013 года.
8. 1 2  Глава 6. Принципы международного права // Международное право / Отв. ред. В. И. Кузнецов, Б. Р. Тузмухамедов. — 3-е изд., перераб. — М.: Норма, Инфра-М, 2010. — С. 192. — 720 с. — ISBN 978-5-468-00320-6.
9. ↑  Лукашук И. И. Международное право. Общая часть. — М.: Волтерс Клувер, 2005. — 432 с. — ISBN 5-466-00103-01.
10. 1 2 3   Орлов А. С. Соотношение договорной и судебной форм урегулирования международных территориальных споров (постановка проблемы) // Российский юридический журнал. — 2009. — № 3. — С. 82—90.
11. ↑  Beth A. Simmons. Territorial Disputes and Their Resolution. The Case of Ecuador and Peru. — Washington, DC: United States Institute of Peace (USIP), 1999. — 52 p. Архивировано 8 августа 2014 года.
12. ↑  Добрые услуги // Большой юридический словарь / Сухарев А. — М.: Инфра-М, 2005. — 857 с.
13. 1 2 3 4  Глебов И. Н. Международное право. — М.: Дрофа, 2006. — 368 с. — ISBN 5-7107-9517-8.
14. ↑  Бабичев Н. Т., Боровской Я. М. Ipso facto // Латинско-русский и русско-латинский словарь крылатых слов и выражений. — М.: Русский Язык, 1982.
15. 1 2 3  Судопроизводство по спорным делам. Международный Суд. ООН. Дата обращения: 19 февраля 2016. Архивировано 2 августа 2014 года.
16. ↑  Международный Суд. Главный судебный орган Организации Объединённых Наций: вопросы и ответы. — Нью-Йорк: ООН, 2001. — С. 58—59. — 80 с. Архивировано 6 сентября 2015 года.Архивная копия от 6 сентября 2015 на Wayback Machine
17. ↑   Толстых В. Л. Курс международного права. — М.: Волтерс Клувер, 2009. — 1056 с. — ISBN 978-5-466-00401-4. Архивировано 12 октября 2020 года.